# Elaine Shepard

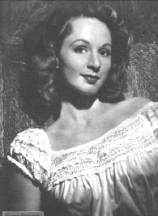
Elaine Shepard (1945)

Elaine Shepard (* 2. April 1913; † 6. September 1998 in New York City) war eine US-amerikanische Autorin und Schauspielerin.

## Leben und Karriere
Im Jahre 1936 gab Shepard ihr Schauspieldebüt im Film. Nachfolgend wirkte sie in einigen Kurzfilmen und Spielfilmen mit. Daneben hatte sie auch einen Musicalauftritt in dem Stück Panama Hattie (1940). Nach einigen Jahren zog sie sich zurück und schrieb Bücher. Auf Grund der Präsenz in den Medien wurde ihr eine Affäre nachgesagt, was eine Verleumdungsklage gegen Dorothy Kilgallen mit sich zog. Diese Klage zog sich über Jahre hinweg.

## Filmografie (Auswahl)
- 1936: Darkest Africa
- 1936: I Cover Chinatown
- 1937: Law of the Ranger
- 1937: The Fighting Texan
- 1937: Topper – Das blonde Gespenst (Topper)
- 1937: Night ’n’ Gales
- 1938: Der gejagte Professor (Professor Beware)
- 1940: You Can’t Fool Your Wife
- 1943: The Falcon in Danger
- 1944: Seven Days Ashore
- 1944: Dreißig Sekunden über Tokio (Thirty Seconds Over Tokyo)
- 1945: Ziegfeld Follies

## Schriften
- 1962: Forgive Us Our Press Passes[2]
- 1967: The Doom Pussy[3]
- 1992: The Doom Pussy II[4]